# Виндзор-Клайв, Отер, 3-й граф Плимут
Отер Роберт Айвор Виндзор-Клайв, 3-й граф Плимут (англ. Other Robert Ivor Windsor-Clive, 3rd Earl of Plymouth; 9 октября 1923 — 7 марта 2018) — британский землевладелец, военный, бизнесмен и член Палаты лордов с 1943 по 1999 год.

## Молодость
Родился 9 октября 1923 года. Старший Айвора Виндзора-Клайва, 2-го графа Плимута (1889—1943), и его жены, леди Ирен Корона Чартерис (1902—1989), младшей дочери Хьюго Чартериса, 11-го графа Уэмисса. Его необычное имя восходит к Отеру, или Отоэру, отцу Уолтера ФицОтера, который был кастеляном Виндзора во времена Вильгельма Завоевателя.
Виндзор-Клайв получил образование в Итонском колледже. 1 октября 1943 года, после смерти отца, он сменил посты графа Плимута, виконта Виндзора из Сент-Фэганса и лорда Виндзора, но был слишком молод, чтобы немедленно занять свое место в Палате лордов.

## Военная служба
Виндзор-Клайв бросил школу в 1941 году и был зачислен в Колдстримскую гвардию, где служил на протяжении всей Второй мировой войны. Он принял участие в высадке в Нормандии в день «Д», 6 июня 1944 года, и дослужился до звания временного капитана.

## Дальнейшая жизнь
После войны лорд Плимут продолжил прерванное образование в Тринити-колледже в Кембридже, получив степень бакалавра.
В 1953 году лорд Плимут был назначен членом Королевского общества искусств (FRSA), а также кавалером Ордена Госпиталя Святого Иоанна Иерусалимского.
С 1960 по 1967 год он был попечителем Национальной галереи, а в 1961 году был назначен заместителем лейтенанта (DL) Шропшира. С 1967 по 1972 год он был президентом Национального музея Уэльса, а с 1972 по 1982 год входил в состав Постоянной комиссии по музеям и галереям. С 1982 по 1985 год он был председателем Рецензирующей комиссии по произведениям искусства.
В 1999 году лорд Плимут вошел в число потомственных пэров, которые перестали быть членами Палаты лордов в результате принятия Акта о Палате лордов 1999 года. За более чем пятьдесят лет работы в качестве члена в Хансарде ни разу не упоминалось, что он выступал.

## Брак и дети
11 октября 1950 года лорд Плимут женился на Кэролайн Хелен Райс (21 мая 1931 — 9 ноября 2016), дочери Эдварда Дениса Райса и Грейс Люсиль Марселлы Дагган. У них было четверо детей:
- Айвор Эдвард Отер Виндзор-Клайв, 4-й граф Плимут (род. 19 ноября 1951), старший сын и преемник отца.
- Леди Эмма Виндзор-Клайв (род. 13 февраля 1954), была замужем, трое детей
- Достопочтенный Саймон Перси Виндзор-Клайв (род. 19 ноября 1956), женат, две дочери
- Достопочтенный Дэвид Джастин Виндзор-Клайв (род. 4 сентября 1960), женат, двое сыновей.

## Смерть
Лорд Плимут скончался 7 марта 2018 года в возрасте 94 лет. Графство и другие звания пэров ему наследовал его старший сын Айвор.